# Château des Jamonières
Le château des Jamonières est un château situé sur la commune de Saint-Philbert-de-Grand-Lieu dans le département de la Loire-Atlantique.

## Historique
Au XVe siècle, le domaine appartient à la famille de Laval, puis passe à Jehan de Craon et à Gilles de Rais, avant de rentrer dans la famille Le Ferron.
Au début du XVIIIe siècle, les Jamonières passe dans la famille Juchault à la suite du mariage de Christophe Juchault, seigneur de Lorme, de La Moricière, du Monceau, du Chaffault et du Pied-Pain, avec Geneviève Marquise Prudence Bouhier de La Vérie, fille de Charles Gabriel Bouhier de La Vérie et de Renée Gabard.
Après la Révolution le domaine appartient à Louis Marie Juchault des Jamonières, qui possède aussi celui de Clermont .
Les Jamonières passe, en 1855, aux héritiers de Léon Arthur Patas d'Illiers et de Laurence Mathilde Juchault des Jamonières.
En 1882, l'armateur Fernand Crouan, commanditaire du Belem, acquiert le domaine, qui passe par succession à son fils René Crouan.
En 2020, ce château est racheté par Olivier Marais et le transforme en hôtel. Le château prend le nom de Château des Marais.